# Mitsuru Komaeda
Mitsuru Komaeda (古前田 充 Komaeda Mitsuru?,  nacido el 14 de abril de 1950 en Iwate) es un exfutbolista japonés que se desempeñaba como delantero.
Komaeda jugó 2 veces y marcó 2 goles para la Selección de fútbol de Japón entre 1976 y 1977.

## Trayectoria

### Clubes
| Club              | País  | Año         |
| ----------------- | ----- | ----------- |
| Fujita Industries | Japón | 1973 - 1982 |

### Selección nacional
| Selección | País  | Año         |
| --------- | ----- | ----------- |
| Absoluta  | Japón | 1976 - 1977 |

## Estadística de equipo nacional
| Selección de Japón | Selección de Japón | Selección de Japón |
| Año                | Part.              | Goles              |
| ------------------ | ------------------ | ------------------ |
| 1976               | 1                  | 2                  |
| 1977               | 1                  | 0                  |
| Total              | 2                  | 2                  |

## Palmarés

### Títulos nacionales
| Título              | Club              | País  | Año  |
| ------------------- | ----------------- | ----- | ---- |
| Japan Soccer League | Fujita Industries | Japón | 1977 |
| Copa del Emperador  | Fujita Industries | Japón | 1977 |
| Japan Soccer League | Fujita Industries | Japón | 1979 |
| Copa del Emperador  | Fujita Industries | Japón | 1979 |
| Japan Soccer League | Fujita Industries | Japón | 1981 |

### Distinciones individuales
| Distinción                  | Año  |
| --------------------------- | ---- |
| Japan Soccer League Best XI | 1976 |
| Japan Soccer League Best XI | 1977 |
| Japan Soccer League Best XI | 1979 |
| Japan Soccer League Best XI | 1980 |
| Japan Soccer League Best XI | 1981 |